# Avicii Arena
L’Avicii Arena (anciennement connu sous le nom de Globen - le Globe ou Ericsson Globe) est une salle omnisports située à Stockholm en Suède.

## Présentation
C'était depuis son inauguration en 1989 jusqu'en 2023 le plus grand bâtiment sphérique du monde (désormais le deuxième derrière la Sphere de Las Vegas.). Il a un diamètre de 110 mètres et une hauteur intérieure de 85 mètres. Son volume est de 600 000 m3.
Il est tout d'abord utilisé pour héberger l'équipe de Suède de hockey sur glace qui y dispute des matchs. La patinoire fut également utilisée par les clubs de Djurgårdens IF et de l'AIK IF qui évoluent actuellement dans la salle voisine, le Hovet.
Grâce à son statut de plus grand bâtiment sphérique du monde (à l'époque), il a été choisi pour représenter le Soleil dans une modélisation du système solaire à l'échelle du pays (la plus grande représentation existant sur Terre).

## Histoire
Les travaux du Globen ont débuté le 10 septembre 1986 et l'arène fut construite en deux ans et demi. Le 19 février 1989, le plus grand bâtiment sphérique du monde est inauguré et il peut accueillir 14 119 personnes pour des matchs de hockey. Il sert également de salle de concert et de stade de futsal (football en salle). Il est la propriété de la compagnie SGA Fastigheter. Vu de l'extérieur, il ressemble à une balle de golf géante.
Le concours Eurovision de la chanson y fut tenu deux fois: lors de la quarante-cinquième édition, le 13 mai 2000 devant 14 000 spectateurs, et lors de la soixante-et-unième édition, le 14 mai 2016, durant lequel le record de 204 millions de téléspectateurs a été battu.
En 2003 il a été l'hôte de matchs du championnat d'Europe de basket-ball. Il a également accueilli à deux reprises les championnats du monde de hockey sur glace en 1989 (il avait été construit expressément pour) et en 1995, ainsi que la coupe du monde de hockey en 1996 et 2004. Il a accueilli le championnat du monde de handball masculin 2011.
Globen a également accueilli le pape Jean-Paul II le 8 juin 1989, le dalaï-lama ou encore Nelson Mandela pour des meetings. Des artistes tels que Bob Dylan, Bruce Springsteen, Luciano Pavarotti, Deep Purple, Black Sabbath, U2, Metallica et bien d'autres s'y sont produits.
Le 2 février 2009, les droits de naming de la Globenarena ont été acquis par l'entreprise suédoise de télécommunications Ericsson, le bâtiment est alors nommé Ericsson Globe.
Le 19 mai 2021, le nom de l'Ericsson Globe a été modifiée en l'honneur du DJ suédois Avicii, le bâtiment est désormais nommé Avicii Arena. Ce changement de nom est une initiative conjointe visant à prévenir la maladie mentale chez les jeunes à travers le monde.

## Évènements

### Sport
- Championnat du monde de hockey sur glace 1989
- Championnat d'Europe de volley-ball masculin 1989
- Tournoi de tennis de Stockholm, 1989 à 1994
- LG Hockey Games, depuis 1991
- Championnat du monde de hockey sur glace 1995
- Championnats d'Europe d'athlétisme en salle 1996, du 8 au 10 mars 1996
- Championnat du monde de floorball, 1996 et 2006
- Coupe du monde de hockey sur glace 1996
- Challenge LNH, 2000, 2001 et 2003
- Championnat d'Europe de handball masculin 2002
- Championnat d'Europe de basket-ball 2003
- Coupe du monde de hockey sur glace 2004
- Monster Jam, 2007
- Championnat du monde de handball masculin 2011
- Championnat du monde de hockey sur glace 2012 et 2013
- Finale européenne des Worlds Championship Series de StarCraft II, 15 et 16 septembre 2012
- La DreamHack Open: Stockholm 2013 de StarCraft II
- Championnats d'Europe de patinage artistique 2015
- Championnats du monde de patinage artistique 2021
- Championnat du monde de hockey sur glace 2025

### Musique
- Finale du Melodifestivalen, 1989, 2002-2012
- Concert de U2, les 10 et 11 juin 1992, les 9 et 10 juillet 2001 et les 16, 17, 21 et 22 septembre 2015
- Concours Eurovision de la chanson 2000, 13 mai 2000
- MTV Europe Music Awards, 16 novembre 2000
- Concert de Britney Spears pour son Femme Fatale Tour, le 16 octobre 2011
- Concert de Lady Gaga, The Born This Way Ball Tour, les 30 et 31 août 2012
- Concert de Rihanna pour son Diamonds World Tour, le 22 juillet 2013
- Concours Eurovision de la chanson 2016, les 10, 12 et 14 mai 2016
- Concerts de Nicki Minaj, le 16 mars 2015 et le 4 mars 2019
- Concert de Yung Lean, le 1er mars 2025

## Galerie

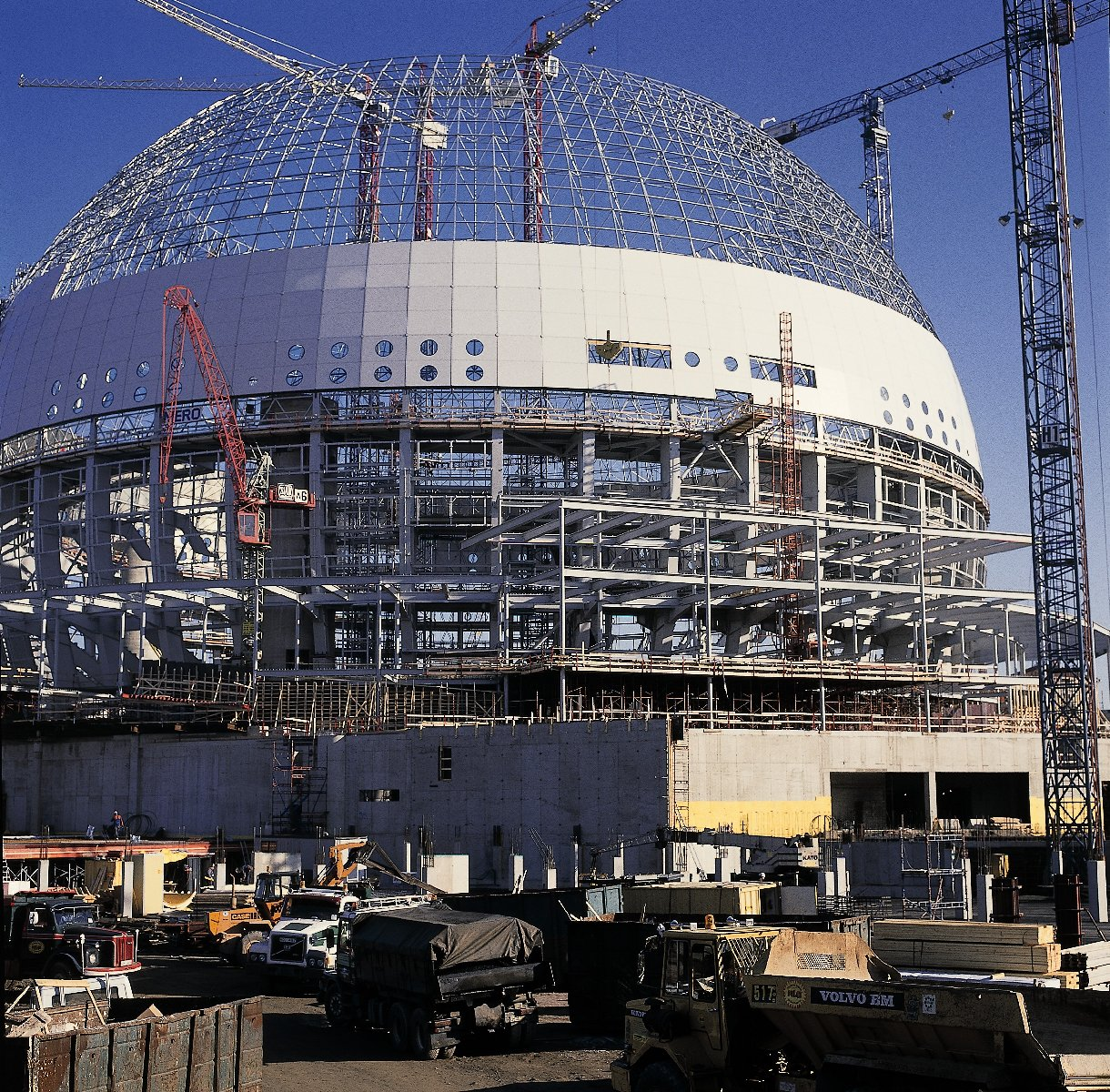
Construction
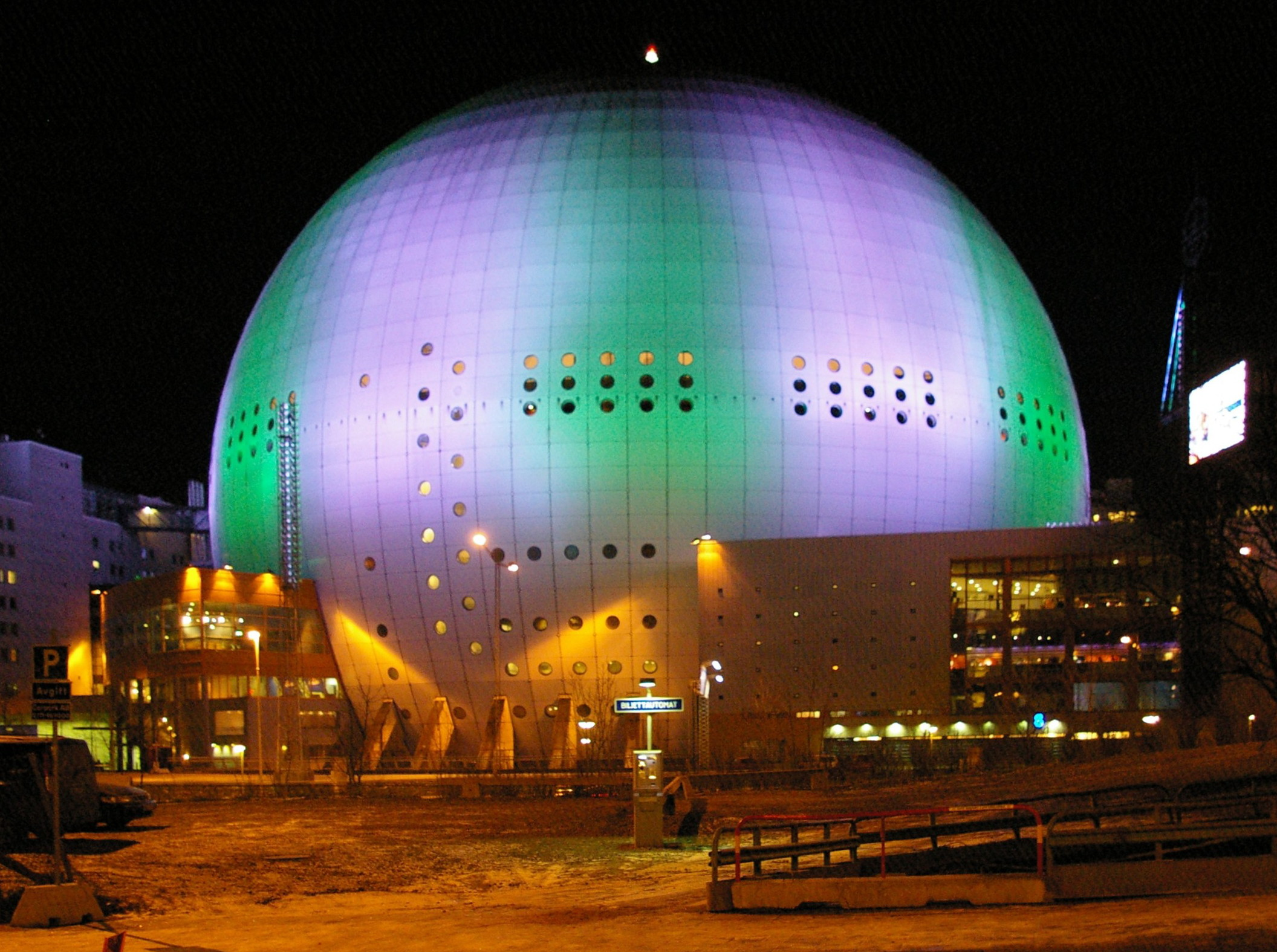
De nuit
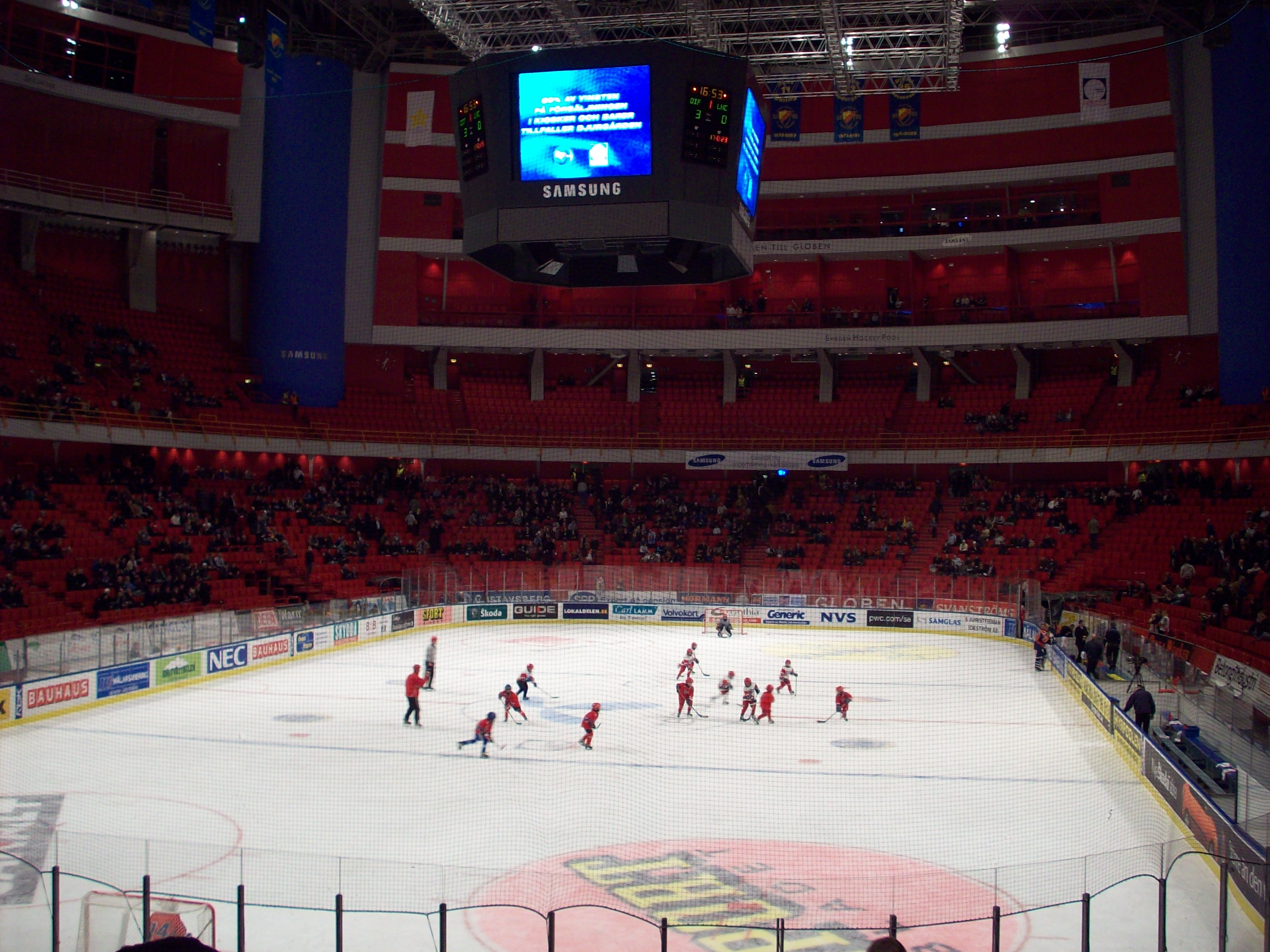
Intérieur
Ancien logo